# Dicroaspis

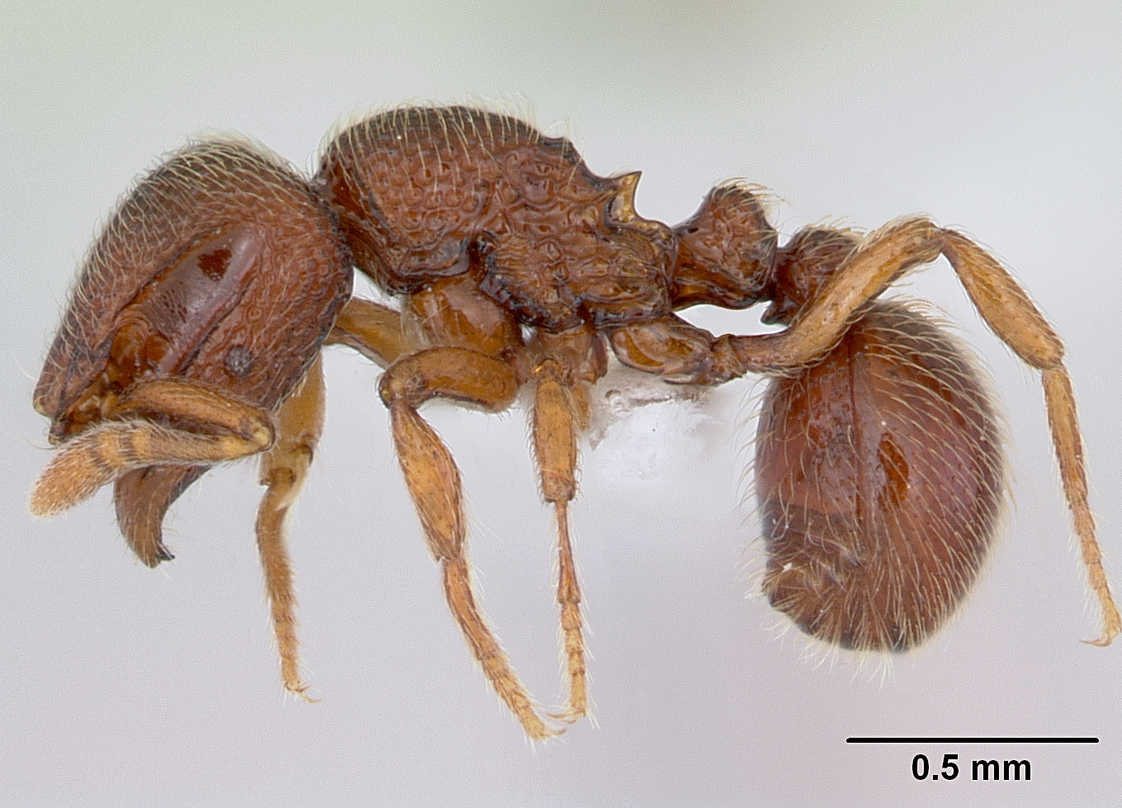
Dicroaspis cryptocera

Dicroaspis  (лат.)— род мелких муравьёв (Formicidae) из подсемейства Myrmicinae.

## Распространение
Встречается в тропической части Африки.

## Описание
Мелкие муравьи (длина около 3—4 мм) бурого цвета. Усики 11-члениковые с булавой из 3 сегментов. Имеют 2-члениковые максиллярные и 2-члениковые нижнегубные щупики.

## Систематика
Род ранее был в составе трибы Stenammini, а с 2014 года в составе трибы Crematogastrini в качестве корневой клады.
- Dicroaspis cryptocera Emery, 1908 typus
- Dicroaspis laevidens (Santschi, 1919)